# Limassol Arena
El Limassol Arena llamado también Alphamega Stadium por razones de patrocinio, es un estadio de fútbol ubicado en la ciudad de Limassol, Chipre. El estadio posee una capacidad para 11 000 personas y es utilizado por los clubes Apollon Limassol, AEL Limassol y Aris Limassol que disputan habitualmente la Liga Chipriota de fútbol.
El nombre del estadio resultó de una colaboración de patrocinio entre la empresa gestora del estadio y Alphamega Hypermarkets para el uso del nombre del supermercado como nombre comercial del estadio hasta el final de la temporada 2027-28 de la liga nacional.

## Historia
Inicialmente, el estadio sería construido por los clubes AEL Limassol y Aris Limassol en el mismo terreno que habían cedido las autoridades estatales para la construcción de un nuevo estadio a los dos equipos en años anteriores. Los dos equipos eligieron al arquitecto Petros Kontaridis, quien preparó el diseño del estadio. Tras la crisis financiera de 2013, el Apollon Limassol el tercer equipo de la ciudad se unió al proyecto junto con los otros dos clubes, por lo que el diseño original tuvo que ser modificado. 
El proyecto fue financiado por los tres clubes y la Organización Deportiva de Chipre (CSO). Este último participó en la financiación del nuevo estadio debido a los problemas estructurales del Estadio Tsirio, inaugurado en 1975, y que con el paso de los años, no contaba con estándares modernos.
Las firmas de los contratos de construcción entre la CSO y la empresa conjunta Cyfield – Neophytou, que se comprometió a construir el estadio, tuvieron lugar el 4 de enero de 2019. La construcción del estadio comenzó el 28 de enero de 2019.
La inauguración oficial del estadio Alphamega tuvo lugar el 25 de noviembre de 2022. El primer partido se jugó el 15 de diciembre de 2022 entre Apollon Limassol y Doxa Katokopias por la jornada 15 de la Primera División de 2022-23. El partido fue ganado por el equipo local por 1-0.